# Riviste letterarie italiane del XXI secolo
Nel secolo XXI l'attività delle riviste letterarie continua con le stesse modalità del secolo precedente, spostandosi però in molti casi su internet, o almeno aggiungendo alla carta stampata una finestra nel mondo della rete. È esemplare in questo senso e come esempio "Riga" che aggiunge agli articoli su fascicolo altri interventi solo sul sito della rivista.
Altre modalità di scrittura si vanno a confondere con il blog e si nota anche una certa crescita delle illustrazioni. Se tradizionalmente le riviste avevano una funzione critica e in alcuni casi anche di proposta letteraria, con il nuovo secolo si registra una tendenza ad un aumento dell'espressività e a una diminuzione della critica letteraria.

## Riviste degli anni 2000
- Achab. Semestrale, dal 2013, fondata e diretta da Nando Vitali.
- Atelier. Trimestrale di letteratura, poesia e critica, fondato nel 1996 da Giuliano Ladolfi, dal 2014 continua sotto nuova veste.
- Carmilla on line da febbraio 2000.
- Golem L'indispensabile, 1996-2011.
- Griseldaonline dal 2002, del Dipartimento di filologia classica e italianistica dell'Università di Bologna.
- Il Caffè illustrato, bimestrale fondato nel giugno 2001 da Walter Pedullà.
- L'Illuminista, fondata nel 2000 e diretta da Walter Pedullà.
- Osservatorio Letterario: bimestrale fondato a Ferrara nel 1997
- Stilistica e metrica italiana, dal 2001, rivista padovana diretta da Pier Vincenzo Mengaldo